# I Quit
I Quit (с англ. — «С меня хватит») — четвёртый студийный альбом американского женского рок-трио Haim. Он был выпущен 20 июня 2025 года в США лейблом Columbia Records и на международном уровне компанией Polydor Records в качестве их первого студийного альбома после Women in Music Pt. III (2020).
Спродюсированный Даниэль Хаим и Ростамом Батманглиджом, при участии Buddy Ross, I Quit был поддержан синглами «Relationships», «Everybody’s Trying to Figure Me Out», «Down to Be Wrong», «Take Me Back» и «All Over Me». Альбом получил в целом положительные отзывы музыкальных критиков после своего выпуска. В поддержку «I Quit» группа собирается отправиться в I Quit Tour в сентябре 2025 года.

## Предыстория и запись
16 января 2023 года сообщалось, что трио вернулось в студию звукозаписи для своего четвертого студийного альбома. В августе того же года они намекнули на сотрудничество с британо-индийским музыкантом Джаем Полом и надеялись вскоре выпустить новую музыку.
I Quit — альбом из пятнадцати треков, в основном спродюсированный Даниэль Хаим и Ростамом Батманглиджем. Это первый альбом группы, в котором не участвовал давний продюсер Ариэль Рехтшайд, бывший партнер Даниэль Хаим. Проект, вдохновленный роком, «наиболее близок [им] к тому, как [они] хотели звучать», в то время как процесс записи оказался «совершенно другим опытом», по словам Аланы Хаим. Даниэль Хаим описала работу с Батманглиджем как «очень быструю, динамичную» в отличие от предыдущих сессий записи с ним. Как и в случае с обложкой их предыдущего студийного альбома, обложку альбома снова снял американский кинорежиссер Пол Томас Андерсон.

## Отзывы
| Совокупная оценка    | Совокупная оценка |
| Источник             | Оценка            |
| -------------------- | ----------------- |
| AnyDecentMusic?      | 7.8/10            |
| Metacritic           | 79/100            |
| Оценки критиков      |                   |
| Источник             | Оценка            |
| The A.V. Club        | B                 |
| Clash                | 9/10              |
| The Guardian         | [ 11 ]            |
| The Line of Best Fit | 7/10              |
| MusicOMH             | [ 13 ]            |
| NME                  | [ 14 ]            |
| Paste                | 8.6/10            |
| Pitchfork            | 7.0/10            |
| Rolling Stone        | [ 17 ]            |
| The Times            | [ 1 ]             |

Альбом получил положительные отзывы музыкальной критики и интернет-изданий. Согласно интернет-агрегатору рецензий Metacritic, I Quit получил «в целом благоприятные отзывы» на основе средневзвешенной оценки 79 из 100 из 24 оценок критиков. Сайт-агрегатор рецензий AnyDecentMusic? собрал 24 рцензии и дал альбому среднюю оценку 7,8 из 10, основываясь на их оценке критического консенсуса.
Энджи Марточчио из Rolling Stone похвалила I Quit как более сплочённый в звуковом плане, чем его предшественник, Women in Music Pt. III (2020), и подчеркнула его темы расширения прав и возможностей женщин. Уилл Ходжкинсон из The Times описал альбом как «насыщенную красками летнюю классику, очаровательную, детскую и просто немного разбитую душу». Дэвид Коббалд из The Line of Best Fit считал, что он в целом продемонстрировал сильные стороны Haim: «вдумчивое написание песен, плотное продюсирование и безупречную сплочённость как трио».
Некоторые критики считали I Quit экспериментальным и бессвязным произведением в звуковом плане. Анна Гака из Pitchfork распространила это мнение на лирическое содержание альбома, заметив, что рассказчики песен сами движимы нерешительностью. The Guardian считала, что треки I Quit «варьируются от невероятно хороших и мгновенно воспроизводимых до несколько пресных и мгновенно забываемых». Мэри Кейт Карр из The A.V. Club написал: «I Quit, возможно, не является альбомом группы на пике своего развития, но это необходимый шаг, чтобы закрыть одну главу их карьеры и найти путь к следующей». Кристен С. Хе из NME также считала, что «эта пластинка — доказательство того, что иногда действительно нужно отпустить, чтобы расти».

## Трек-лист
| №                   | Название                              | Автор(ы) | Длительность |
| ------------------- | ------------------------------------- | --- | ------------ |
| 1.                  | «Gone»                                | Алана Хаим Даниэль Хаим Эсти Хаим Ростам Батманглидж George Michael                                           | 4:19         |
| 2.                  | «All Over Me»                         | А. Хаим Д. Хаим Э. Хаим Батманглидж                                                                           | 3:22         |
| 3.                  | «Relationships»                       | А. Хаим Д. Хаим Э. Хаим Батманглидж Tobias Jesso Jr. Ариэль Ректшайд [англ.] Josiah Sherman                   | 3:22         |
| 4.                  | «Down to Be Wrong»                    | А. Хаим Д. Хаим Э. Хаим Батманглидж                                                                           | 4:09         |
| 5.                  | «Take Me Back»                        | А. Хаим Д. Хаим Э. Хаим Jesso                                                                                 | 3:45         |
| 6.                  | «Love You Right»                      | А. Хаим Д. Хаим Э. Хаим Батманглидж                                                                           | 3:36         |
| 7.                  | «The Farm»                            | А. Хаим Д. Хаим Э. Хаим Батманглидж                                                                           | 3:54         |
| 8.                  | «Lucky Stars»                         | А. Хаим Д. Хаим Э. Хаим Батманглидж                                                                           | 3:18         |
| 9.                  | «Million Years»                       | А. Хаим Д. Хаим Э. Хаим Батманглидж Jack Hallenbeck Justin Vernon                                             | 3:42         |
| 10.                 | «Everybody's Trying to Figure Me Out» | А. Хаим Д. Хаим Э. Хаим Батманглидж Vernon                                                                    | 3:53         |
| 11.                 | «Try to Feel My Pain»                 | А. Хаим Д. Хаим Э. Хаим Батманглидж                                                                           | 2:31         |
| 12.                 | «Spinning»                            | А. Хаим Д. Хаим Э. Хаим Батманглидж                                                                           | 2:54         |
| 13.                 | «Cry»                                 | А. Хаим Д. Хаим Э. Хаим Батманглидж Jesso                                                                     | 3:30         |
| 14.                 | «Blood on the Street»                 | А. Хаим Д. Хаим Э. Хаим Батманглидж                                                                           | 2:58         |
| 15.                 | «Now It's Time»                       | А. Хаим Д. Хаим Э. Хаим Батманглидж Adam Clayton David Howell Evans Paul Hewson Cass McCombs Larry Mullen Jr. | 3:42         |
| Общая длительность: | Общая длительность:                   | Общая длительность:                                                                                           | 52:55        |

Замечания
- «Gone» содержит семпл песни «Freedom! '90» (1990), написанный и исполненный Джорджем Майклом.
- «Now It’s Time» содержит семпл песни «Numb» (1993), написанный Адамом Клейтоном, Дэвидом Хауэллом Эвансом, Полом Хьюсоном и Ларри Малленом-младшим; в исполнении группы U2.

## Участники записи
По данным сервиса Tidal.

### Haim
- Алана Хаим — вокал (все треки), электрогитара (треки 1-8, 10-12, 14, 15), синтезатор (1-3, 9, 12, 13, 15), перкуссия (1, 4), ударные (5)
- Даниэль Хаим — вокал, ударные, продюсирование (все треки); электрогитара (1-4, 12, 14, 15), акустическая гитара (1), перкуссия (2, 3, 9), конги (4, 15), мандолина (6), гитара (8), программирование (15)
- Эсте Хаим — вокал, бас (все треки); перкуссия (1, 2, 5, 7-9, 12, 13, 15), тамбурин (4)

### Дополнительные музыканты
- Ростам Батманглидж — акустическая гитара (1, 2, 4-8, 10-12, 14), фортепиано (1, 3-11, 13), орган Хаммонда (1, 3, 5, 7, 13), бас (1, 3), вокал (1, 5), синтезатор (2-4, 6, 8-15), программирование (2, 3, 8, 9, 12, 13, 15), мандолина (2, 5), ситар (2, 6), электрогитара (4, 5, 7, 8, 10, 11, 14), орган (4, 5, 12), бэк-вокал (4, 14); 12-струнная гитара, глокеншпиль, клавишные, Moog (5); шейкер (7), Меллотрон (13, 15)
- Buddy Ross — программирование (3)
- Henry Solomon — саксофон (5)
- Jack Hallenbeck — программирование, синтезатор (9)
- Gab Strum — синтезатор (9)
- Tommy King — бас (10, 11)
- Benji Lysaght — электрогитара (10, 11)
- Drew Taschine — ударные (12)
- Gabe Noel — виолончель, контрабас (13)
- Daniel Aged — педальная гитара (13)
- Joey Messina-Doerning — синтезаторный бас (14), гитара (15)
- Амир Ягмай — гитара (14)

## Чарты
| Чарт (2025)                                    | Высшая позиция |
| ---------------------------------------------- | -------------- |
| Австралия (ARIA)                               | 20             |
| Австрия (Ö3 Austria)                           | 16             |
| Бельгия/Фландрия (Ultratop)                    | 20             |
| Бельгия/Валлония (Ultratop)                    | 117            |
| Нидерланды (Album Top 100)                     | 48             |
| Германия (Offizielle Top 100)                  | 19             |
| Ирландия (Irish Albums Chart)                  | 36             |
| Япония Digital Albums (Oricon)                 | 38             |
| Япония Download Albums (Billboard Japan)       | 35             |
| Япония Rock Albums (Oricon)                    | 11             |
| Япония Top Albums Sales (Billboard Japan)      | 70             |
| Япония Western Albums (Oricon)                 | 14             |
| Новая Зеландия (RMNZ)                          | 15             |
| Шотландия (Scottish Albums Chart)              | 2              |
| Швейцария (Schweizer Hitparade)                | 37             |
| Великобритания (UK Albums Chart)               | 3              |
| США (Billboard 200)                            | 25             |
| США (Top Rock & Alternative Albums, Billboard) | 3              |